# Mézières-en-Brenne
Pour les articles homonymes, voir Mézières.
Mézières-en-Brenne est une commune française située dans le département de l'Indre, en région Centre-Val de Loire.

## Géographie

### Localisation
La commune est située dans l'ouest du département, dans la région naturelle de la Brenne, au sein du parc naturel régional de la Brenne. C'est la localité la plus importante de la Brenne.
Les communes limitrophes sont : Saint-Michel-en-Brenne (4 km), Paulnay (6 km), Saulnay (7 km), Villiers (8 km), Sainte-Gemme (10 km), Vendœuvres (11 km) et Migné (14 km).
Les communes chefs-lieux et préfectorales sont : Le Blanc (23 km), Châteauroux (37 km), Issoudun (61 km) et La Châtre (65 km).

### Hameaux et lieux-dits
Les hameaux et lieux-dits de la commune sont : Marlanges, Subtray, la Galetterie, Territeau et Prieuré-sur-Claise.

### Géologie et relief
La commune est classée en zone de sismicité 2, correspondant à une sismicité faible.

### Hydrographie
Le territoire communal est arrosé par les rivières Claise et Yoson. Le confluent de ces deux cours d'eau est sur le territoire de la commune. L'étang de Bellebouche accueille une base nautique et est un site d'observation de la nature.

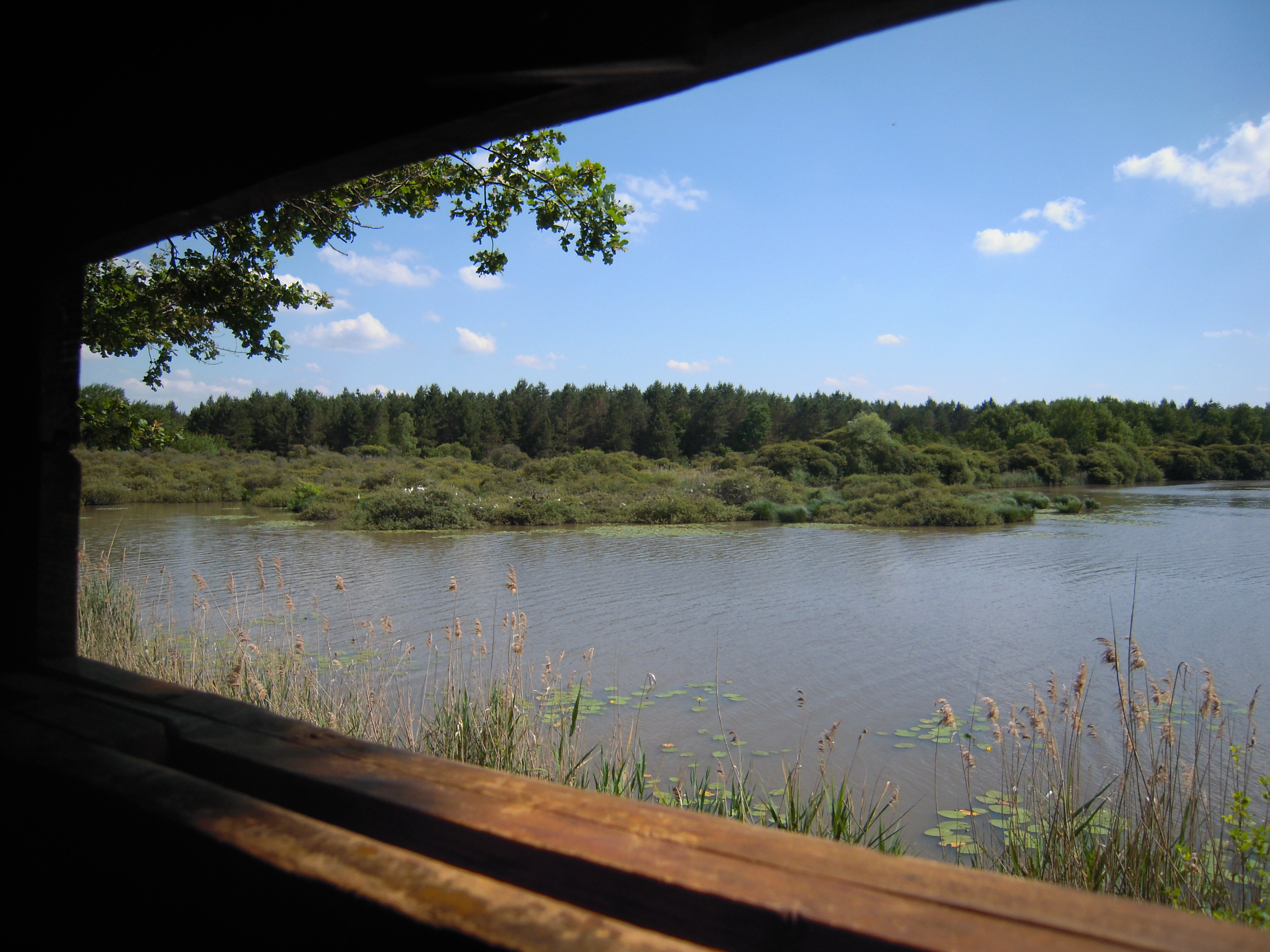
L'observatoire ornithologique de l'étang Bellebouche en 2014.

### Climat
Pour des articles plus généraux, voir Climat du Centre-Val de Loire et Climat de l'Indre.
En 2010, le climat de la commune est de type climat océanique dégradé des plaines du Centre et du Nord, selon une étude du CNRS s'appuyant sur une série de données couvrant la période 1971-2000. En 2020, Météo-France publie une typologie des climats de la France métropolitaine dans laquelle la commune est exposée à un climat océanique altéré et est dans la région climatique Centre et contreforts nord du Massif Central, caractérisée par un air sec en été et un bon ensoleillement.
Pour la période 1971-2000, la température annuelle moyenne est de 11,5 °C, avec une amplitude thermique annuelle de 15,3 °C. Le cumul annuel moyen de précipitations est de 745 mm, avec 11,3 jours de précipitations en janvier et 6,8 jours en juillet. Pour la période 1991-2020, la température moyenne annuelle observée sur la station météorologique de Météo-France la plus proche, sur la commune de Murs à 11 km à vol d'oiseau, est de 12,3 °C et le cumul annuel moyen de précipitations est de 740,3 mm,. Pour l'avenir, les paramètres climatiques de la commune estimés pour 2050 selon différents scénarios d'émission de gaz à effet de serre sont consultables sur un site dédié publié par Météo-France en novembre 2022.

### Voies de communication et transports

#### Voies routières
Le territoire communal est desservi par les routes départementales : 6, 14B, 15, 21, 121, 925 et 926.

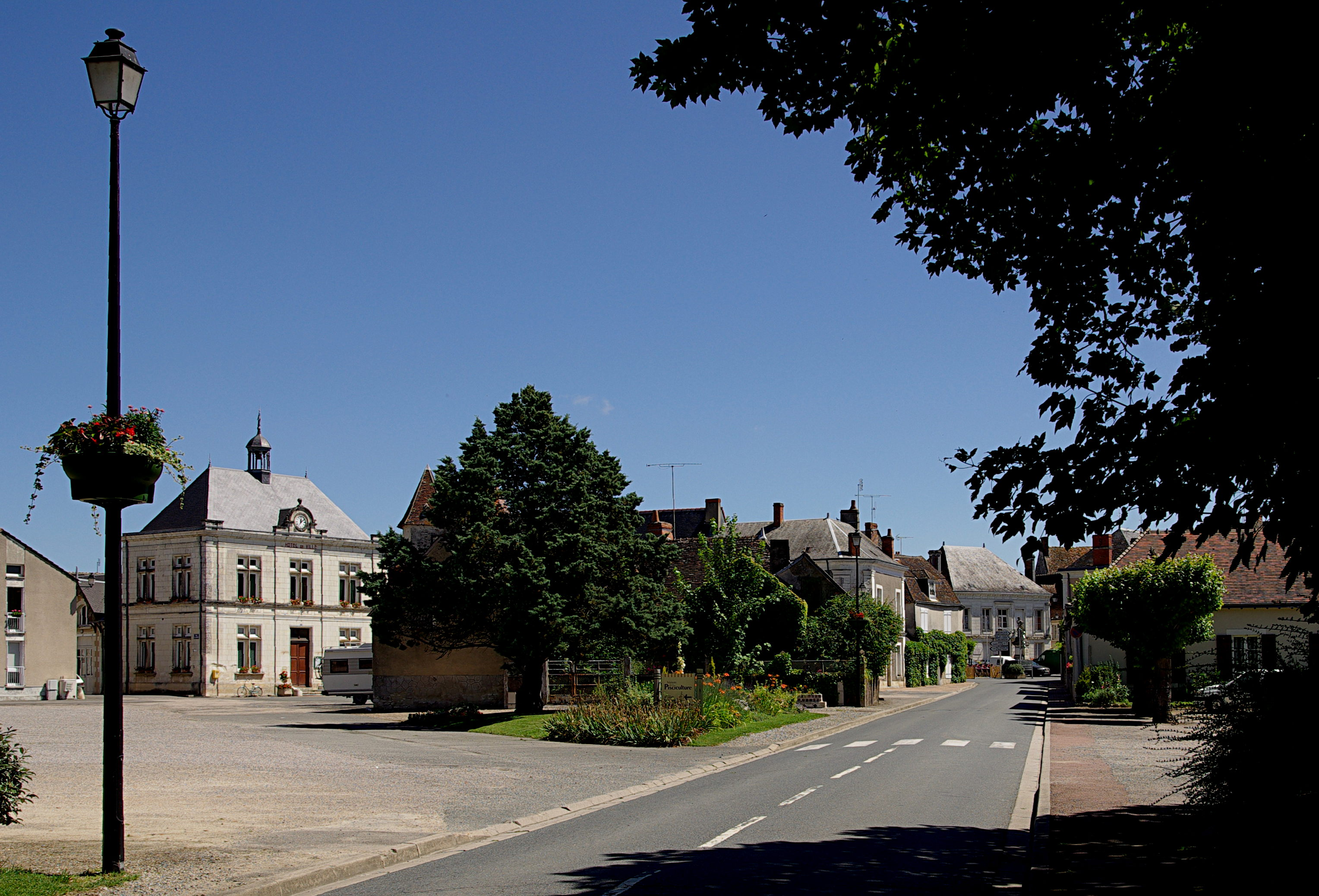
La rue du Château (RD 15) en 2008.

#### Transports
La ligne de Salbris au Blanc passait par le territoire communal, deux gares (Mézières-en-Brenne et Subtray) desservaient la commune. La gare ferroviaire la plus proche est la gare de Châteauroux, à 40 km.
Mézières-en-Brenne est desservie par les lignes Q et R du Réseau de mobilité interurbaine.
L'aéroport le plus proche est l'aéroport de Châteauroux-Centre, à 46 km.
Le territoire communal est traversé par le sentier de grande randonnée de pays de la Brenne.

## Urbanisme

### Typologie
Au 1er janvier 2024, Mézières-en-Brenne est catégorisée commune rurale à habitat dispersé, selon la nouvelle grille communale de densité à sept niveaux définie par l'Insee en 2022.
Elle est située hors unité urbaine et hors attraction des villes,.

### Occupation des sols
L'occupation des sols de la commune, telle qu'elle ressort de la base de données européenne d’occupation biophysique des sols Corine Land Cover (CLC), est marquée par l'importance des territoires agricoles (52,1 % en 2018), en diminution par rapport à 1990 (58,8 %). La répartition détaillée en 2018 est la suivante : 
prairies (35,8 %), forêts (24,2 %), eaux continentales (21,7 %), terres arables (9,8 %), zones agricoles hétérogènes (6,5 %), zones urbanisées (1,5 %), milieux à végétation arbustive et/ou herbacée (0,4 %), zones humides intérieures (0,1 %). L'évolution de l’occupation des sols de la commune et de ses infrastructures peut être observée sur les différentes représentations cartographiques du territoire : la carte de Cassini (XVIIIe siècle), la carte d'état-major (1820-1866) et les cartes ou photos aériennes de l'IGN pour la période actuelle (1950 à aujourd'hui).

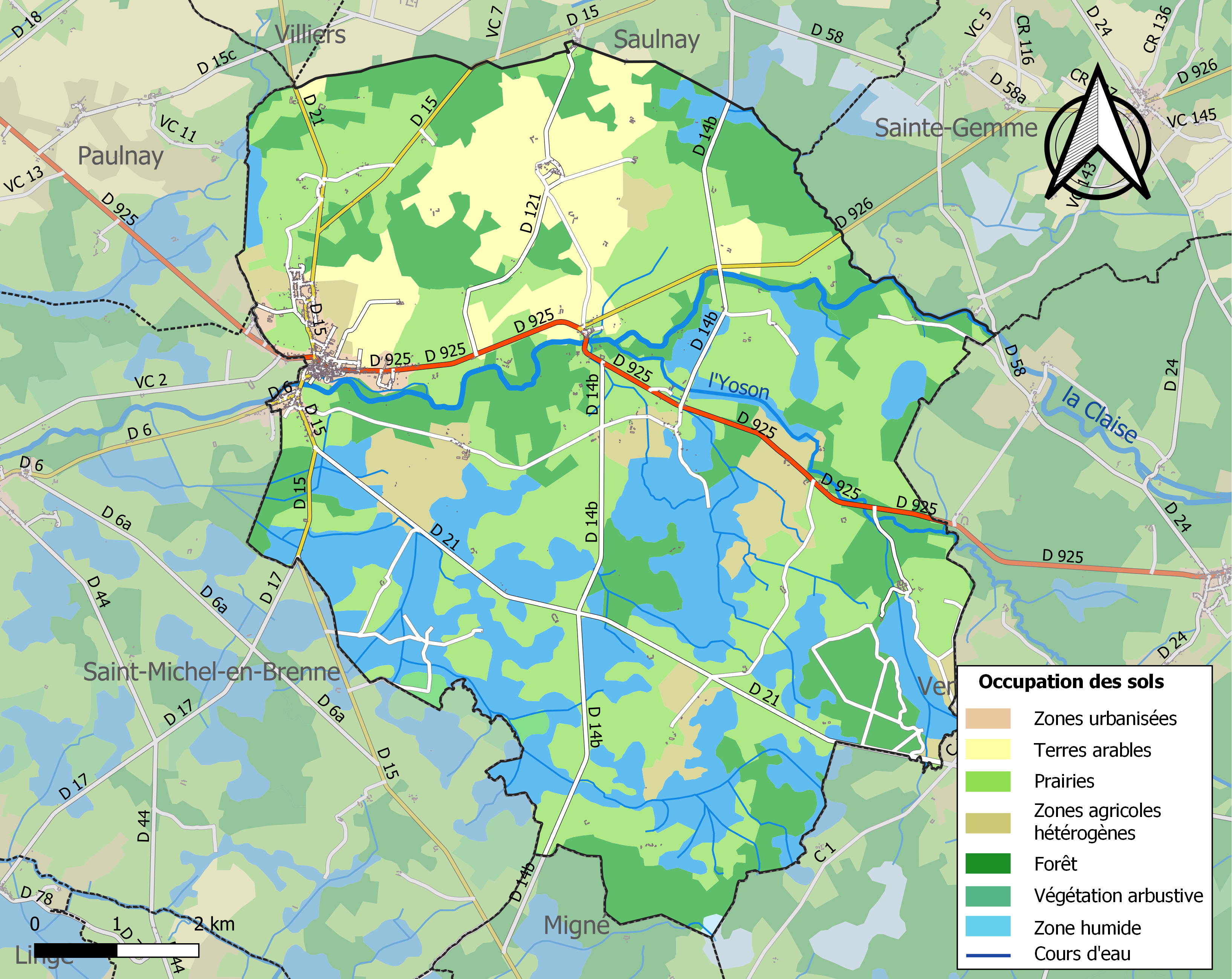
Carte des infrastructures et de l'occupation des sols de la commune en 2018 (CLC).

### Logement
Le tableau ci-dessous présente le détail du secteur des logements de la commune :
| Date du relevé                                              | 2013   |
| Nombre total de logements                                   | 772    |
| Résidences principales                                      | 63,1 % |
| Résidences secondaires                                      | 28,8 % |
| Logements vacants                                           | 8,1 %  |
| Part des ménages propriétaires de leur résidence principale | 75,6 % |

### Risques majeurs
Le territoire de la commune de Mézières-en-Brenne est vulnérable à différents aléas naturels : météorologiques (tempête, orage, neige, grand froid, canicule ou sécheresse), feux de forêts, mouvements de terrains et séisme (sismicité faible). Il est également exposé à un risque technologique, le transport de matières dangereuses. Un site publié par le BRGM permet d'évaluer simplement et rapidement les risques d'un bien localisé soit par son adresse soit par le numéro de sa parcelle.

#### Risques naturels
Pour anticiper une remontée des risques de feux de forêt et de végétation vers le nord de la France en lien avec le dérèglement climatique, les services de l’État en région Centre-Val de Loire (DREAL, DRAAF, DDT) avec les SDIS ont réalisé en 2021 un atlas régional du risque de feux de forêt, permettant d’améliorer la connaissance sur les massifs les plus exposés. La commune, étant pour partie dans le massif de Brenne, est classée au niveau de risque 1, sur une échelle qui en comporte quatre (1 étant le niveau maximal).

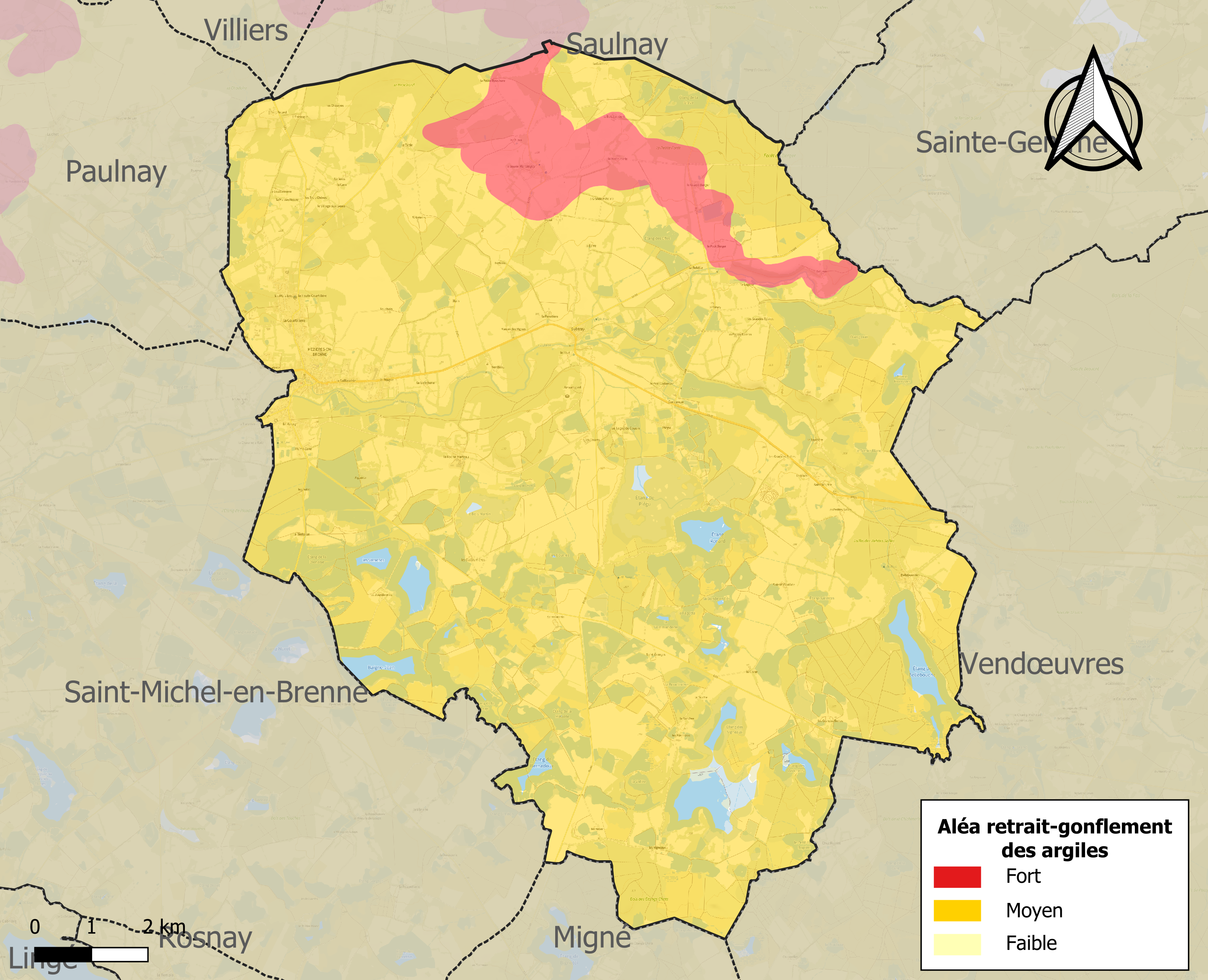
Carte des zones d'aléa retrait-gonflement des sols argileux de Mézières-en-Brenne.

Les mouvements de terrains susceptibles de se produire sur la commune sont des tassements différentiels.
Le retrait-gonflement des sols argileux est susceptible d'engendrer des dommages importants aux bâtiments en cas d’alternance de périodes de sécheresse et de pluie. 97,7 % de la superficie communale est en aléa moyen ou fort (84,7 % au niveau départemental et 48,5 % au niveau national). Sur les 754 bâtiments dénombrés sur la commune en 2019, 754 sont en aléa moyen ou fort, soit 100 %, à comparer aux 86 % au niveau départemental et 54 % au niveau national. Une cartographie de l'exposition du territoire national au retrait gonflement des sols argileux est disponible sur le site du BRGM,.
Concernant les mouvements de terrains, la commune a été reconnue en état de catastrophe naturelle au titre des dommages causés par la sécheresse en 1989, 1992, 2016, 2018 et 2019 et par des mouvements de terrain en 1999.

#### Risques technologiques
Le risque de transport de matières dangereuses sur la commune est lié à sa traversée par des infrastructures routières ou ferroviaires importantes ou la présence d'une canalisation de transport d'hydrocarbures. Un accident se produisant sur de telles infrastructures est en effet susceptible d’avoir des effets graves au bâti ou aux personnes jusqu’à 350 m, selon la nature du matériau transporté. Des dispositions d’urbanisme peuvent être préconisées en conséquence.

## Toponymie
Le nom de la localité est attesté sous les formes Brennaeum au VIe siècle, Domina Lucia de Maceriis en 1096, Capellanus de Mazeriis au XIe siècle, De Maceriis en 1096, De Matheriis en 1229, Ville de Mazeres en 1339, Maizieres en 1475, Mezieres en 1484, Mezieres en 1489, Mezier en Brenne au XVIIIe siècle (Carte de Cassini), Mézières en 1836 (Cadastre), Mézières en Brenne en 1959 (Cadastre).
Ses habitants sont appelés les Macériens.

## Histoire
La paroisse était située à l’origine au hameau de Subtray, jusqu’à la construction du château à Mézières. Le château a créé un pôle d’attraction, et le village s’est petit à petit presque entièrement déplacé.
Jeanne de Brenne, née vers 1235, morte en 1298, dame de Mézières-en-Brenne, fille de Guillaume de Brenne et de Mathilde de Mirebeau, épousa vers 1261, Hervé IV de Vierzon, né vers 1240, décédé en 1270 à Tunis, Tunisie, fils de Guillaume II de Vierzon, né en 1215, mort en 1252, et de Blanche de Joigny ou de Charenton, née en 1216, morte en 1253 d'ou :
Jeanne Isabeau ou Jeanne Isabelle de Vierzon, née en 1263, décédée avant 1296, dame de Mézières, veuve Geoffroy Ier de Brenne, seigneur de Rochecorbon et de Mézières, fils de Robert II des Roches et de Lucie de Mézières, dame de Brenne et de Mézières-en-Brenne, épousera en seconde noces en 1277 ou vers 1278 Geoffroy ou Godefroy de Brabant, né vers 1260, décédé le 11 juillet 1302, seigneur d'Aerschot, fils d'Henri III de Brabant, et d'Adélaïde de Bourgogne.
Le 10 mars 1465, Louis d'Anjou-Mézières reçoit de son père naturel Charles IV du Maine la seigneurie de Mézières-en-Brenne, conservée ensuite par ses descendants, René d'Anjou-Mézières puis Nicolas d'Anjou-Mézières jusqu'au XVIe siècle. Il fait construire dans l'église une chapelle pour sa sépulture,,.
La résistance des autorités religieuses au changement fit que la paroisse ne fut déplacée à l’église du village principal qu’au XVIIIe siècle.
C'est dans les locaux de la mairie qu'en janvier 1947 furent maltraités et torturés quatorze jeunes adultes et adolecents lors de l'affaire Mis et Thiennot.
À la suite du redécoupage cantonal de 2014, la commune n'est plus chef-lieu de canton.

## Politique et administration
La commune dépend de l'arrondissement du Blanc, du canton du Blanc, de la première circonscription de l'Indre et de la communauté de communes Cœur de Brenne.

### Liste des maires
| Période    | Période  | Identité         | Étiquette | Qualité |
| ---------- | -------- | ---------------- | --------- | --- |
| avant 1981 | ?        | Léon Boussard    |           | |
| mars 1983, | En cours | Jean-Louis Camus | DVD       | Conseiller général de l'Indre (1985-2015) Président de la communauté de communes Cœur de Brenne Conducteur de travaux publics retraité |

### Instances judiciaires et administratives
La commune dispose des services suivants :
- un bureau de poste[39] ;
- un office de tourisme[40] ;
- une gendarmerie[41] ;
- un centre de secours ;
- un centre d'entretien et d'exploitation des routes du conseil départemental de l'Indre[42].

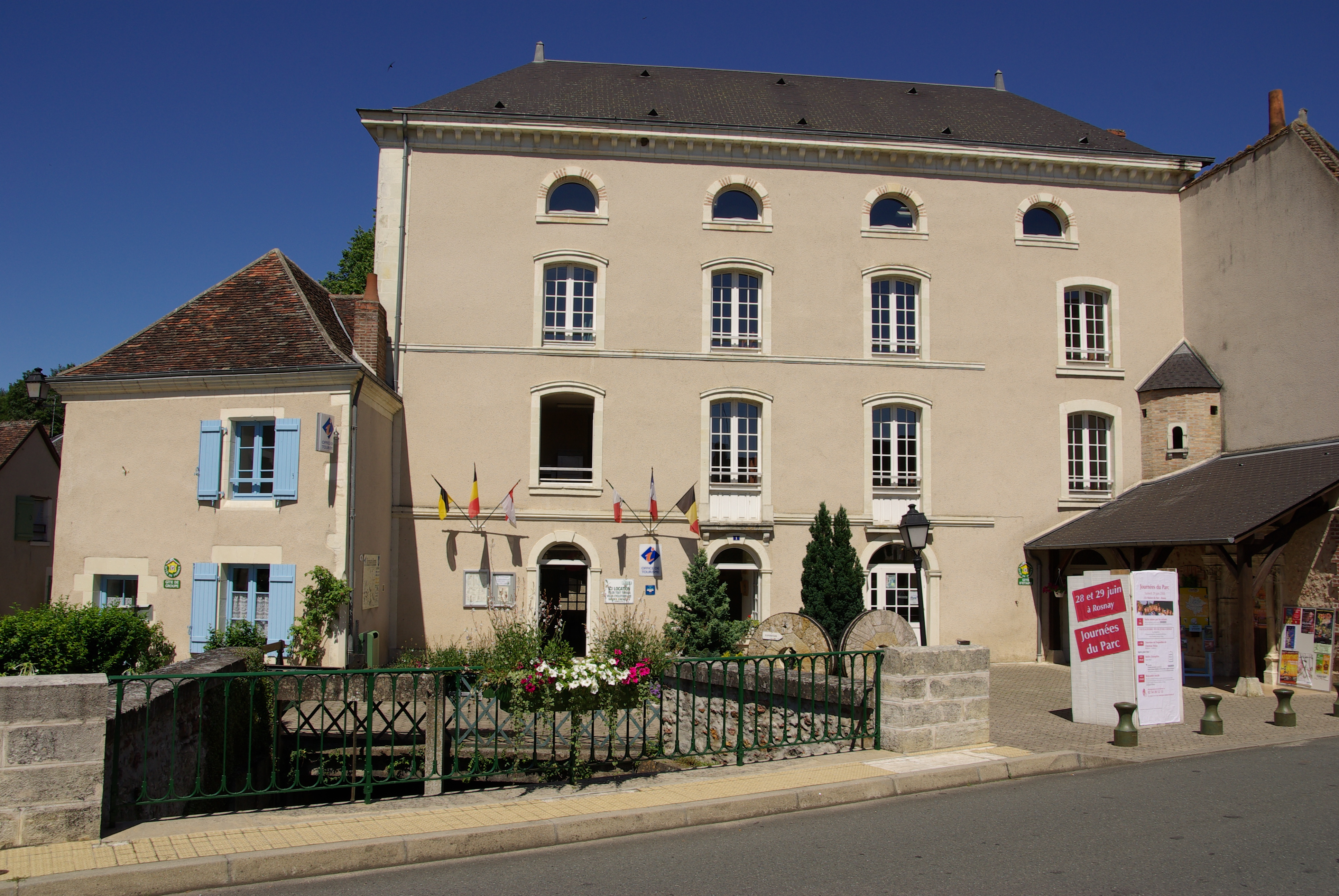
L'office de tourisme en 2008.
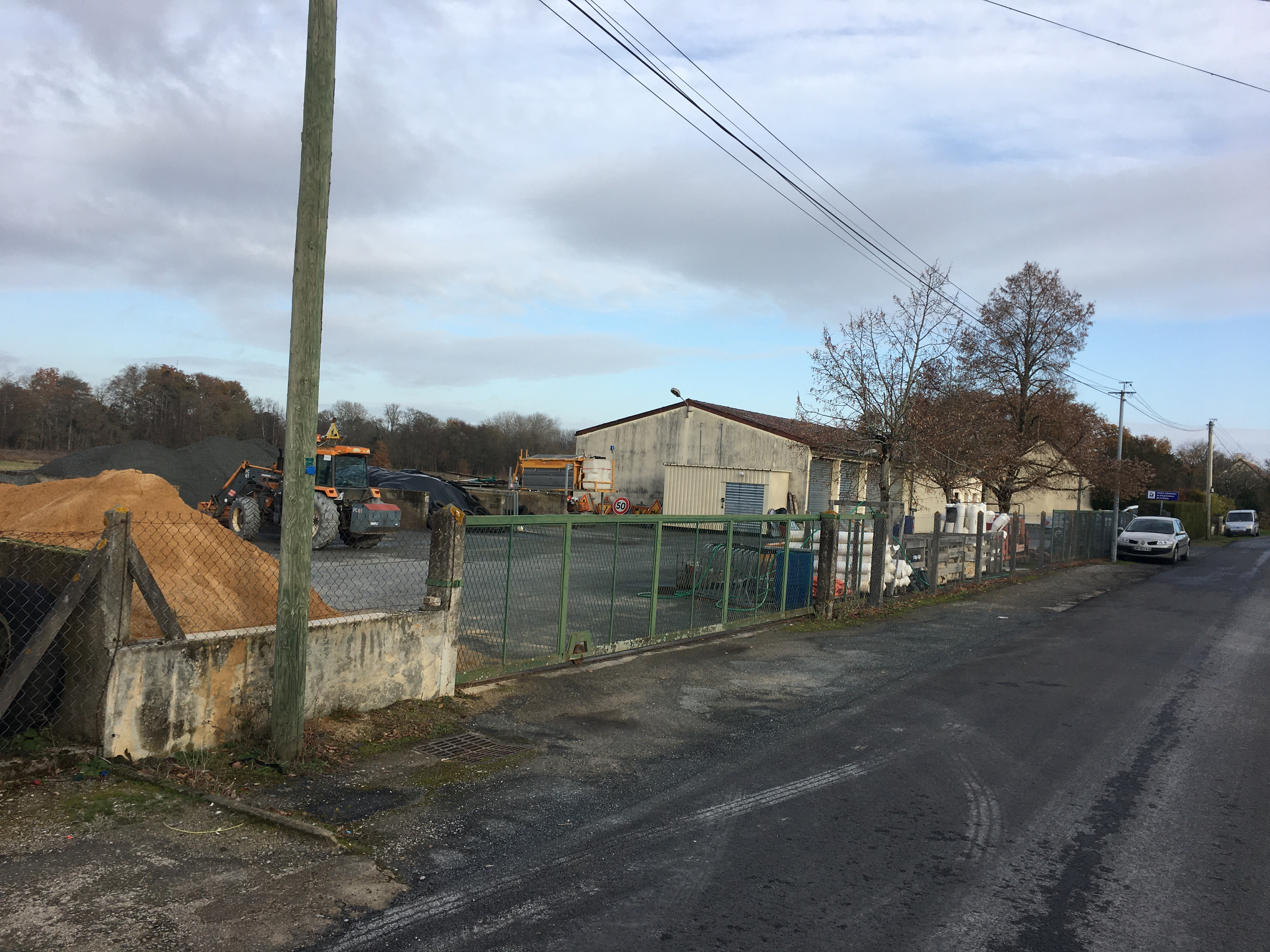
Le centre d'entretien et d'exploitation des routes du conseil départemental de l'Indre en 2020.

### Jumelages
- Barzanò (Italie) depuis 1990.
- Watou (Belgique) depuis 2002.

## Population et société

### Démographie
L'évolution du nombre d'habitants est connue à travers les recensements de la population effectués dans la commune depuis 1793. Pour les communes de moins de 10 000 habitants, une enquête de recensement portant sur toute la population est réalisée tous les cinq ans, les populations de référence des années intermédiaires étant quant à elles estimées par interpolation ou extrapolation. Pour la commune, le premier recensement exhaustif entrant dans le cadre du nouveau dispositif a été réalisé en 2007.

En 2022, la commune comptait 956 habitants, en évolution de −6,37 % par rapport à 2016 (Indre : −3 %, France hors Mayotte : +2,11 %).
| 1793  | 1800  | 1806  | 1821  | 1831  | 1836  | 1841  | 1846  | 1851  |
| ----- | ----- | ----- | ----- | ----- | ----- | ----- | ----- | ----- |
| 1 338 | 1 346 | 1 408 | 1 454 | 1 542 | 1 656 | 1 541 | 1 598 | 1 672 |

| 1856  | 1861  | 1866  | 1872  | 1876  | 1881  | 1886  | 1891  | 1896  |
| ----- | ----- | ----- | ----- | ----- | ----- | ----- | ----- | ----- |
| 1 740 | 1 681 | 1 824 | 1 835 | 1 856 | 1 760 | 1 818 | 1 820 | 1 853 |

| 1901  | 1906  | 1911  | 1921  | 1926  | 1931  | 1936  | 1946  | 1954  |
| ----- | ----- | ----- | ----- | ----- | ----- | ----- | ----- | ----- |
| 1 996 | 2 000 | 1 926 | 1 695 | 1 495 | 1 423 | 1 406 | 1 485 | 1 389 |

| 1962  | 1968  | 1975  | 1982  | 1990  | 1999  | 2006  | 2007  | 2012  |
| ----- | ----- | ----- | ----- | ----- | ----- | ----- | ----- | ----- |
| 1 312 | 1 232 | 1 168 | 1 186 | 1 194 | 1 160 | 1 091 | 1 081 | 1 075 |

| 2017  | 2022 | - | - | - | - | - | - | - |
| ----- | ---- | - | - | - | - | - | - | - |
| 1 001 | 956  | - | - | - | - | - | - | - |

### Enseignement
La commune dépend de la circonscription académique du Blanc.

### Manifestations culturelles et festivités
La randonnée de la Brenne est une randonnée pédestres, à cheval, à attelage et à VTT durant trois jours et séparée en plusieurs étapes de 25 km à 40 km. Elle se déroule dans le parc naturel régional de la Brenne.
Depuis 2012, chaque dernier week-end de juillet a lieu le festival d'art total Les Arts Buissonniers, accueillant des artistes de la région et d'autres. Ce festival est organisé par l'association Les Arts buissonniers et les restaurants Le Belem et Plume-Cane.

### Sports
- Étang de Bellebouche (site de baignade surveillé[49])

### Médias
La commune est couverte par les médias suivants : La Nouvelle République du Centre-Ouest, Le Berry républicain, L'Écho - La Marseillaise, La Bouinotte, Le Petit Berrichon, France 3 Centre-Val de Loire, Berry Issoudun Première, Vibration, Forum, France Bleu Berry et RCF en Berry.
- Cultes

Culte catholique
La commune de Mézières-en-Brenne dépend de l'archidiocèse de Bourges, du doyenné de Brenne-Touraine et de la paroisse de Mézières-en-Brenne. Le lieu de culte est l'église Sainte-Marie-Madeleine.

## Économie
La commune se situe dans la zone d’emploi de Châteauroux et dans le bassin de vie de Buzançais.
La commune se trouve dans l'aire géographique et dans la zone de production du lait, de fabrication et d'affinage des fromages Valençay et Sainte-maure-de-touraine.
Deux campings sont présents dans la commune :
- le camping municipal de La Cailauderie qui dispose de 16 emplacements[53] ;
- le camping du Domaine de Bellebouche qui dispose de 55 emplacements[54].

## Culture locale et patrimoine

### Monuments et lieux touristiques
- Église Sainte-Marie-Madeleine[55] : première église classée du département de l'Indre en 1862, construite à partir de 1334, avec l'autorisation du pape Benoît XII, par Alix de Brabant, dame de Mézières, veuve de Jean III d'Harcourt (cf. les articles Rochecorbon et Vierzon). Cette église est devenue église paroissiale le 12 messidor an IV. Remarquable par son porche richement ornementé, ses vitraux, ses stalles et la chapelle Notre-Dame, dite d'Anjou. Sépulture de Louis d'Anjou-Mézières.
- Monument aux morts

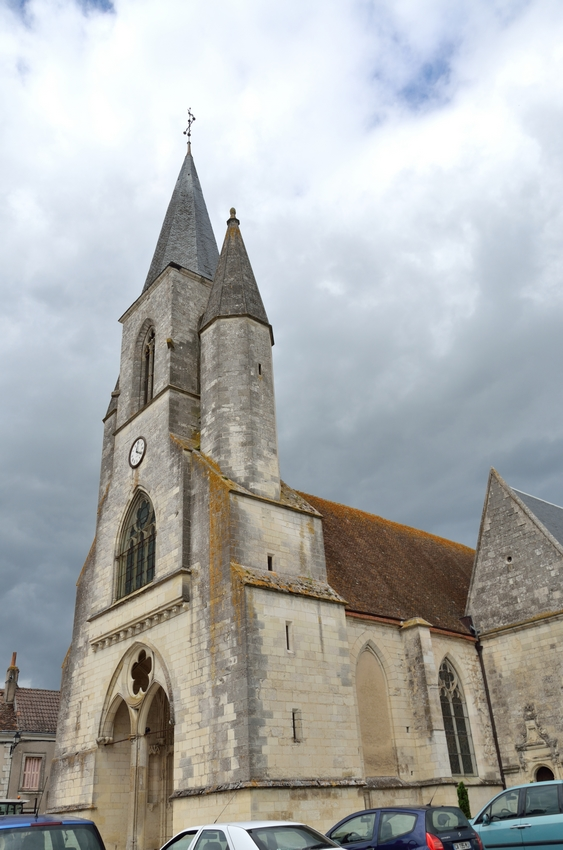
L'église Sainte-Marie-Madeleine en 2012.

### Personnalités liées à la commune
- Jean de Murs (c. 1300 - c.1350), mathématicien, astronome, théoricien de la musique, a été chanoine de Mézières-en-Brenne : c'est là qu'il écrivit probablement son Quadripartitum numerorum. Il pourrait être l'auteur de la méridienne installée sur un mur de la collégiale Sainte-Marie-Madeleine.
- Jean Brunet (1849-1917), peintre, y est né.
- Blanche Dantigny (1842-1874), actrice française, a vécu quelques années à Mézières-en-Brenne.
- George Sand (1804-1876), romancière et femme de lettres française, assista en 1846 aux courses hippiques organisées à Mézières-en-Brenne, par le comte de Lancosme-Brèves.
- Gérard Coulon, né à Mézières-en-Brenne en 1945, est un archéologue, historien et écrivain.

### Héraldique, logotype et devise
| Blason de Mézières-en-Brenne | Blason  | Taillé de gueules et d'argent. |
| Blason de Mézières-en-Brenne | Détails | Les armoiries ont été adoptées après la Révolution française et sont les couleurs des royalistes (blanc) et républicains (rouge). Le statut officiel du blason reste à déterminer. |

|  | Drapeau de Mézières-en-Brenne : Le drapeau de Mézières-en-Brenne est formé de deux bandes horizontales rouge et blanche. Les couleurs proviennent des armoiries. |

|  | Bannière de Mézières-en-Brenne : La bannière de Mézières-en-Brenne est armoriée. |